# Streifendommel
Die Streifendommel (Botaurus involucris, Synonym: Ixobrychus involucris) ist eine Art aus der Familie der Reiher, die ausschließlich in Südamerika vorkommt. Obwohl sie dort weit verbreitet ist und in einigen Teilen des Verbreitungsgebiets auch häufig auftritt, gilt sie noch als unzureichend erforscht.

## Erscheinungsbild
Die Streifendommel ist eine sehr kleine Reiherart, die eine Körpergröße zwischen 28 und 33 Zentimetern erreicht und zwischen 73 und 104 Gramm wiegt. Es besteht kein auffälliger Geschlechtsdimorphismus.
Die Art ist überwiegend sandfarben. Der Oberkopf ist schwarz und der Rücken ist ockerfarben und schwarz gestreift. Auffällig ist der schwarze Streifen, der von der Mitte des Oberkopfes über den Hinterkopf verläuft. Der Schnabel ist sehr schlank und gelbbraun mit einer grauen Spitze. Die Schnabelbasis ist rosa überwaschen. Die Iris ist blassgelb.

## Verbreitungsgebiet und Lebensraum
Die Streifendommel kommt in mehreren disjunkten Teilarealen im nördlichen und südlichen Südamerika vor. Sie ist ein Brutvogel im Norden von Venezuela, in Guyana, Surinam, im Südosten Boliviens, in Paraguay, Brasilien, Uruguay und in Nord- und Zentralargentinien. Sie kommt außerdem im Westen von Chile vor. Es scheint sich bei der Art um einen Teilzieher zu handeln, denn während in Chile, Brasilien und Argentinien Streifendommeln ganzjährig beobachtet werden, sind sie in anderen Teilen ihres Verbreitungsgebietes nur zu bestimmten Zeiten vertreten. 
Der Lebensraum der Streifendommel sind dichte Süßwassersümpfe und Schilfgürtel.

Verbreitungskarte der Streifendommel

## Lebensweise
Die Streifendommel ist eine einzelgängerische Art, die überwiegend nachts nach Nahrung sucht. Ihr Nahrungsspektrum umfasst kleine Fische, Krustentiere sowie Insekten, besonders Libellen, Libellenlarven und Wasserkäfer. Im Schilf bewegt sie sich mit großer Geschicklichkeit. Wird sie aufgeschreckt, fliegt sie nur kurz auf und sucht sehr schnell im Schilf nach Deckung. Sie nimmt außerdem die Pfahlstellung ein, wie sie auch für Rohrdommeln charakteristisch ist und bei der der Hals und der Schnabel nach oben gestreckt werden.
Die Fortpflanzungszeit variiert in Abhängigkeit vom Verbreitungsgebiet: Auf Trinidad brüten Streifendommeln von Juli bis Oktober; in Argentinien fällt die Brutzeit in den Zeitraum Oktober bis Dezember. Die Art nistet einzelgängerisch im Schilfgürtel. Das Nest befindet sich 30 bis 60 Zentimeter oberhalb der Wasseroberfläche. Das Gelege umfasst drei Eier. Die Brutdauer ist unbekannt.

## Etymologie und Forschungsgeschichte
Die Erstbeschreibung der Streifendommel erfolgte 1823 durch Louis Pierre Vieillot unter dem wissenschaftlichen Namen Ardea involucris. Als Verbreitungsgebiet gab er Paraguay, basierend auf Garza de la varia von Félix de Azara,  an. 1819 führte James Francis Stephens die neue Gattung Botaurus ein. Der Name hat seinen Ursprung in lateinisch butaurus, bootaurus, butor, butorus, botor ‚Dommeln‘. Der Artname involucris leitet sich von lateinisch involucrum,  involvere ‚einhüllen, bedecken. abdecken‘ ab. Alfred Laubmann hatte für sein Werk Die Vögel von Paraguay keinen Balg zur Verfügung. Neben Azara sah er in Monte Sociedad, dem Río Paraguay und Río Confuso durch Arnaldo de Winkelried Bertoni die einzigen Nachweise für das Land.

## Belege

### Einzelbelege
1. ↑   Kushlan et al., S. 306
2. ↑  Félix de Azara (1805), S. 185–187.
3. ↑  Louis Pierre Vieillot (1823), S. 1127.
4. ↑  James Francis Stephens (1819), S. 592.
5. ↑  Botaurus The Key to Scientific Names. Edited by James A. Jobling
6. ↑  involucris The Key to Scientific Names. Edited by James A. Jobling
7. ↑  Arnaldo de Winkelried Bertoni (1930), S. 245 &257.
8. ↑  Alfred Laubmann (1939), S. 97.